# قبس أنديزي
قبس أنديزي (الاسم العلمي:Phlox andicola) هو نوع من النباتات يتبع جنس القبس من الفصيلة البولامونية.